# ブレイブリーアーカイブ ディーズレポート
『ブレイブリーアーカイブ ディーズレポート』（BRAVELY ARCHIVE D's report）は、アピリッツ開発・スクウェア・エニックス運営によるスマートフォン・タブレット用ゲームアプリ。2015年1月15日にiOS版、同年1月22日にAndroid版がそれぞれサービス開始。基本プレイ無料（アイテム課金制）。

## 概要
『ブレイブリーデフォルト フライングフェアリー』に始まる一連のブレイブリーシリーズに連なる作品だが、世界観としては他作品から数百年後の世界を舞台としている。
ジャンルはロールプレイングゲーム。2015年秋より『ガンガンONLINE』でノベライズが行われ、2016年にはGAノベルから単行本化されている。
2017年10月23日をもってサービス終了した。

## 登場人物

### 主要人物
本作における司書とは、世界に散らばるクリスタルに秘められた知識を求め、危険なダンジョンを探索する図書館の職員のこと。
また、図書館と敵対関係にある組織として、クリスタルを売りさばく『ブローカー』が存在する。
ダリア・ミルヒシュトラーセ
ルクセンダルクの中央に位置する、すべての知識が集まる場所『アナスタシス図書館』に所属するエリート司書。謎めいた言動が多いが、面倒見のよい先輩としてプレイヤーを導く。
その正体は『ブレイブリーセカンド』に登場した冒険家デネブ。偽名を使い身を隠す一方、アルタイルとベガを再会させる手段を求めてクリスタルを探していた。
チャリア・パンタノーラ
アナスタシス図書館の受付嬢。ダリアとは仲が良く、よく一緒に酒場に行く仲。おっとりした言動と優しい物腰から男性職員に人気があるが、本人は全く興味が無く相手にしていない。
ビビアン・オルメット
アナスタシス図書館の新米司書。プライドが高く、ダリアに憧れているがコミュニケーションが苦手で少し口が悪い一面もある。
フランク・ゴルージュ
アナスタシス図書館の館長。ダリアたち司書の上司にあたる。
『ブレイブリーデフォルト プレイングブレージュ』の世界において『召喚書』の技術を確立した賢者と同姓同名である。

### その他の人物
ドミトリ・ドットノーヴァ
クリスタルを裏で収集・売買するブローカー兄妹の兄。司書一行とは行く先々で対立することになる。妹のことを愛しすぎているシスコン。
リーチェ・ドットノーヴァ
ブローカー兄妹の妹。人見知りが激しくドミトリ以外の人物とはほとんど話さない。
レティ
アナスタシス図書館の司書。メインシナリオ中盤の捜索対象である『錬金術師のクリスタル』について何か知っていそうな素振りを見せる。
カテリナ
終章に登場。アナスタシス図書館で新しく新人司書として働くことになった研修生。真面目で優しい少女だが、家族や友人と再会したいという願いを妖精ノインに利用されてしまう。
ノイン
終章に登場。カテリナのパートナーを名乗っている羽の青い妖精。カテリナを利用しクリスタルを集め、その力で世界を支配しようと企んでいた。
アイン
終章に登場。ノインの姉でカテリナの友人。カテリナがノインに利用されていることをダリアたちに教え、彼女を救おうとしていた。

### 本編からの人物
『ブレイブリーデフォルト』、『ブレイブリーセカンド』、『ブレイブリーデフォルト プレイングブレージュ』より多数のキャラクターが登場。